# (90075) 2002 VU94
(90075) 2002 VU94, ранее 2002 VU94 — околоземный астероид на вытянутой орбите, является потенциально опасным объектом. Принадлежит группе аполлонов и обладает диаметром около 2,5 км. Открыт 13 ноября 2002 года в рамках программы Near-Earth Asteroid Tracking Паломарской обсерватории в Калифорнии, США. Один из крупнейших известных потенциально опасных астероидов.

## Орбита и классификация
2002 VU94 является представителем динамической группы аполлонов, пересекающих орбиту Земли. Аполлоны являются крупнейшей подгруппой околоземных астероидов.  2002 VU94 обращается вокруг Солнца на расстоянии 0,9–3,4 а. e. с периодом 3 года 1 месяц (1138 дней; большая полуось орбиты равна 2,13 а.е.). Эксцентриситет орбиты равен 0,58, наклонение равно 9° относительно плоскости эклиптики.
Дуга наблюдения астероида начинается ещё за 47 лет до официального открытия, по данным Цифрового обзора неба в Паломарской обсерватории в октябре 1955 года.

### Тесные сближения
При абсолютной звёздной величине 15,3 2002 VU94 является одним из ярчайших и крупнейших известных потенциально опасных астероидов. Минимальное расстояние пересечения орбиты равно 0,0301 а.е., что соответствует 11,7 радиусам лунной орбиты. 18 мая 2092 года астероид сблизится с Землёй до расстояния 0,095 а.е. (37 радиусов лунной орбиты). Объект также пересекает орбиту Марса на расстоянии 1,66 а.е.

## Физические характеристики
Предполагается, что 2002 VU94 является каменным астероидом класса S.

### Период вращения
В 2014 и 2017 годах американским астрономом Брайаном Уорнером на наблюдательной станции Палмер-Дивайд в Калифорнии было получено несколько вращательных кривых блеска астероида 2002 VU94. Анализ кривых блеска дал значение периода вращения 7,879 часов при амплитуде блеска от 0,31 до 0,64 звёздной величины.
В 2017 году Уорнер провёл моделирование фотометрических данных и определил сидерический период вращения 7,878512 часа,  полюс оси вращения имеет координаты (73.0°, −50.0°) в эклиптической системе координат (λ, β).

### Диаметр и альбедо
Согласно обзору, проведённому в рамках проекта NEOWISE на телескопе NASA WISE, 2002 VU94 обладает диаметром 2,233 км, альбедо поверхности равно 0,294; ресурс Collaborative Asteroid Lightcurve Link приводит значение стандартного альбедо для каменных астероидов 0,20, что даёт оценку диаметра 2,59 км при абсолютной звёздной величине 15,3.

## Номер и название
Астероид был присвоен номер Центром малых планет 30 августа 2004 года. По состоянию на начало 2019 года астероид не обладает собственным названием.